# San Sebastián Río Hondo
San Sebastián Río Hondo là một đô thị thuộc bang Oaxaca, México. Năm 2005, dân số của đô thị này là 3069 người.